# Symfonický metal
Symfonický metal, někdy také přezdívaný „dítě heavy metalu a opery“, je hudební styl, který vychází z metalových stylů (death metal, heavy metal, black metal a doom metal). Hudba je tvořena zakomponováním nástrojů a hlasů používaných ve vážné hudbě (housle, klavír, dechy, pěvecké sbory). Tyto zvuky mohou být vytvořeny uměle nebo skutečným hudebním tělesem. Symphonic metal hraje mnoho kapel, většinou se jedná o projekty hudebníků či skupin, případně to jsou jen experimenty. Mezi nejvýznamnější interprety patří Tarja Turunen, Nightwish, Within Temptation.

## Historie
Prvopočátky tohoto hudebního stylu se objevují někdy v polovině 90. let 20. století.
V té době začaly po boku trashmetalových a deathmetalových velikánů vznikat kapely, které začaly hrát nový a na svou dobu velice neobvyklý hudební styl doom metal (Paradise Lost, Anathema nebo velice temná, až smrtící doomová kapela My Dying Bride; v jejích skladbách znějící housle přinášejí velice tesknou atmosféru).
U doom metalu se podobně jako předtím v art rocku začalo hojně používat netradičních „klasických“ hudebních nástrojů a technik. Celkové tempo hudby se zpomalilo, skladby nabraly baladický charakter, začaly se objevovat i ženské vokály. Tento hudební styl sám o sobě nevydržel na scéně moc dlouho. V druhé polovině 90. let 20. století byl postupně vytlačován black metalem, power metalem, hardcorem a jinými styly, které získávaly větší popularitu, a postupně se na něj začalo zapomínat.
Doom metal dal základy pro vznik gothic metalu a symphonic metalu. První kapelou, která začala hrát symphonic metal, byli nejspíše Therion (Švédsko), kteří jako první zapojili symfonický orchestr jako plnohodnotnou součást svého hudebního stylu a odklonili se tak od své předchozí tvorby. V roce 1996 vydali své nejvíce experimentální album Theli, jehož hlavní hudební složkou jsou klávesy a sborový zpěv.

## Hudební rysy
- Hudební páteř se neliší od původního metalového hudebního stylu, „symfoniky“ je dosažena klávesami či hostováním klasických hudebníků, často lze tuto kombinaci slyšet v black metalu (Dimmu Borgir, Limbonic Art, Tartaros aj.).
- Veškeré skladby jsou hrány hudebním tělesem, např. Pražský filharmonický orchestr, a elektrické kytary, bicí a zpěv dělají jen doprovod (Rage – Lingua Mortis).
- Skladba je psána pro dva i více hlasů (operní a klasický, dle stylu), buď formou „dialogů“ (hádky), nebo se navzájem doplňují, např. jeden hlas je „anděl“, druhý „ďábel“ (Avantasia – The Metal Opera Pt. I–II).
- Velice častým a úspěšným modelem je výrazný ženský hlas (Nightwish, Within Temptation, Amberian Dawn), který je použit jako hlavní prvek, ostatní nástroje jej podkreslují a dodávají dramatičnost, mužský hlas je použit ke zdrsnění ve dvojzpěvech.
- Hudba je převzata z klasických oper nebo muzikálových děl a upravena do daného hudebního žánru, asi nejčastěji bývá hrán Fantom opery.
- Tento hudební styl používá hudbu i jiných etnik – arabskou, indickou, slovanskou nebo germánskou, např. Hollenthon.
- Dále se můžeme setkat s hudbou inspirovanou renesancí nebo barokem, např. Haggard
- Jako nejčastější nástroje jsou používány housle, klavír, Hammondovy varhany, tympány, flétna, elektrické kytary, bicí, klávesy.
- Hudební skladba či album se chová jako skutečné operní dílo, je rozdělena do několika částí, jsou zvlášť rozděleny sbory a jednotlivé zpěvy.

## Texty
- V textech se můžeme setkat s celou škálou zaměření – od mytologie, historie, astronomie, astrologie, filosofie, příroda, náboženské motivy a příběhy až po běžné lidské problémy aj.
- Texty jsou psány v latině nebo angličtině, italštině, francouzštině, češtině aj.

## Hudební odnože
- Symfonický black metal
- Symfonický power metal

## Symphonicmetalové skupiny
- Agnus Dei (Česko)
- Almora (Turecko)
- Amberian Dawn (Finsko)
- Anette Olzonová (Švédsko)
- Avantasia (Německo)
- Avidity for... (Česko)
- Delain (Nizozemsko)
- Edenbridge (Rakousko)
- Epica (Nizozemsko)
- Fairyland (Francie)
- Haggard (Německo)
- Interitus (Česko)
- Lacrimosa (Švýcarsko)
- Leaves' Eyes (Norsko/Německo)
- Luca Turilli (Itálie)
- Nightwish (Finsko)
- Rhapsody of Fire (Itálie) – (dříve Rhapsody)
- Rosa Nocturna (Česko)
- Secret Sphere (Itálie)
- Symphonity (Česko)
- Tarja Turunen (Finsko)
- Therion (Švédsko)
- Thy Majestie (Itálie)
- Victor Smolski (Bělorusko)
- Welicoruss (Rusko/Česko)
- Wishmasters (Česko)
- Within Temptation (Nizozemsko)
- Wuthering Heights (Dánsko)
- White Light (Česko)